# 济阳乡
济阳乡是中国福建省三明市大田县下辖的一个乡。

## 行政区划
济阳乡下辖以下地区：
大墘村、大儒村、砚坑村、高升村、泮林村、国庆村、芳林村、德仁村、上丰村、三扎村、济阳村和济中村。

## 中国传统村落
2012年，济阳村被评为首批“中国传统村落”。